# Allium nerimaniae
Allium nerimaniae — вид трав'янистих рослин родини амарилісові (Amaryllidaceae), ендемік Східної Анатолії, Туреччина. Вид названий на честь видатного турецького ботаніка професора доктора Нерімана Ожатая (тур. Neriman Özhatay), який є одним із знавців роду Allium у світі й присвятив своє життя кращому розумінню турецької флори.

## Опис
Цибулина яйцеподібно-субкуляста, (1)1.5–2(2.5) × 1.6–2.3(2.5) см; зовнішні оболонки світло-коричневі; внутрішні — від жовтуватих до брудно-білих; цибулинки відсутні. Стеблина (30)50–60(70) см завдовжки й 2.5–3 мм ушир, циліндрична, м'яковолосиста, прямостійна, вкрита м'яковолосистими листовими піхвами на 1/2–2/3 довжини. Листків 4–5(6), завдовжки 8–10 см і шириною 2.5–3 мм, коротші від стеблини, плоскі, шорсткі. Суцвіття щільне і майже кулясте, діаметром 6–6.2 см, містить понад 100 квіток. Оцвітина куляста; листочки неоднакові, довгасті, усічені, жовтувато-брудно-білі, фіолетові смугасті на верхівці; внутрішні 4.5–5 × 1.8–2 мм із темно-пурпурно-ліловою головною жилкою; зовнішні 3.5–4 × 1.8–2 мм із зеленою головною жилкою. Пиляки жовті, яйцеподібні, 0.8–1 × 0.4–0.5 мм. Коробочка округло-довгаста, 4.5–5 × 4.7–5 мм. Насіння чорне, зморшкувате, довгасте, 1.2–1.5 × 2.9–3.4 мм.

## Поширення
Ендемік Східної Анатолії, Туреччина. Зростає на альпійських лугових схилах на висотах 2500–2550 м, і відомий лише з типової місцевості.